# Trochosodon porcellanum
Trochosodon porcellanum är en mossdjursart som beskrevs av Canu och Bassler 1929. Trochosodon porcellanum ingår i släktet Trochosodon och familjen Biporidae. Inga underarter finns listade i Catalogue of Life.